# تانک ساختگی

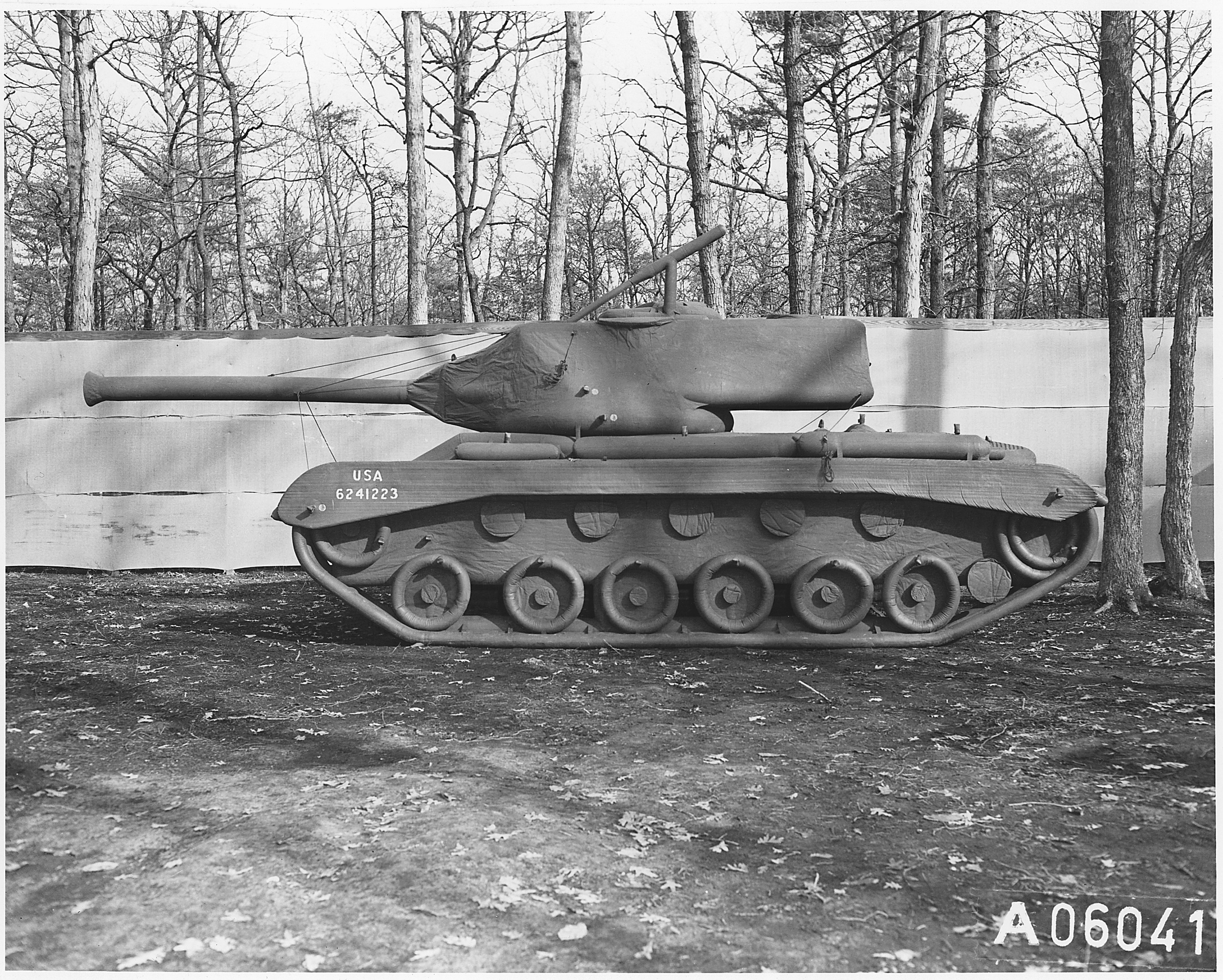
ماکت بادی ام۴۷

تانک‌های ساختگی به‌طور سطحی به تانک‌های واقعی شباهت دارند و اغلب به عنوان وسیله‌ای برای فریب نظامی در غیاب تانک‌های واقعی به کار برده می‌شوند. طرح‌های اولیه کالبد چوبی و اجزای بادکنکی داشتند که می‌توانستند جاسوس‌های دشمن را فریب دهند؛ آن‌ها ضعیف و شکننده بودند و تنها از فاصله‌ای دور قابل باور بودند. طرح‌های امروزی پیشرفته‌تر هستند و می‌توانند نشانه‌های گرما را تحمل کنند که فریب دادن آن‌ها را کارآمدتر می‌کند.

## جنگ جهانی اول

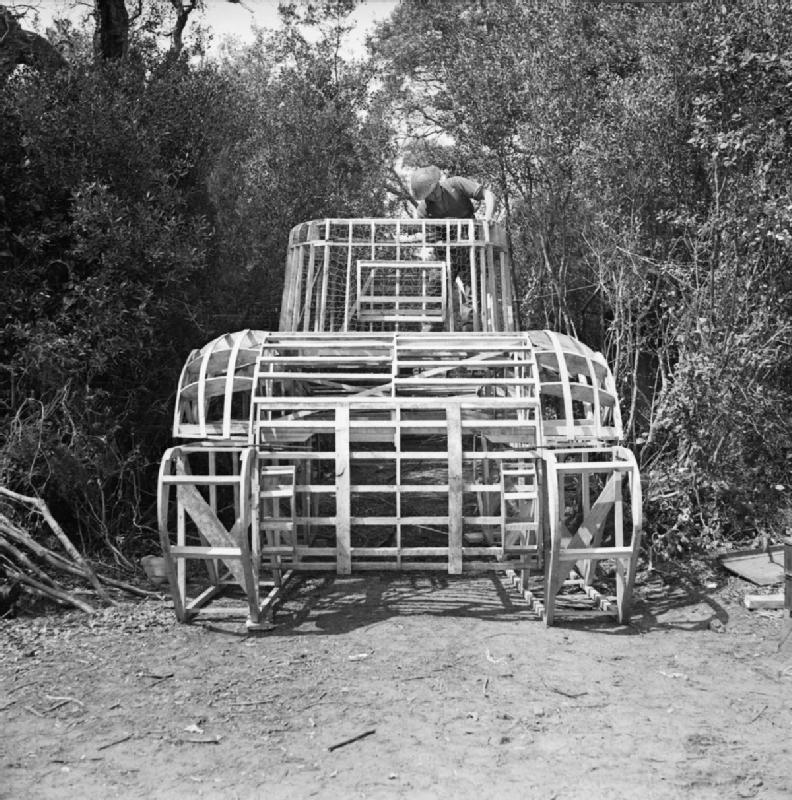
ارتش بریتانیا در ایتالیا 1944 یک تانک ساختگی شرمن در حال ساخت توسط 6 شرکت فیلد پارک، مهندسین سلطنتی، در سر پل آنزیو، 29 آوریل 1944

در طول جنگ جهانی اول، نیروهای متحد از تانک‌های ساختگی تقلیدشده از تانک‌های سنگین بریتانیایی استفاده کردند. این تانک‌ها از یک بدنه چوبی ساخته شده بودند و با پارچه هسی رنگ‌شده پوشیده شده بودند. مسیرها غیرکاربردی بودند، بنابراین برخی از آن‌ها با چرخ‌های پنهان که زیرشان نصب می‌شدند، توسط یک جفت اسب از جایی به جای دیگر کشیده می‌شدند. تانک‌های ساختگی، که نشان‌دهنده طرح‌های تانک متحدین بود، توسط آلمانی‌ها نیز ساخته می‌شد.

## جنگ جهانی دوم

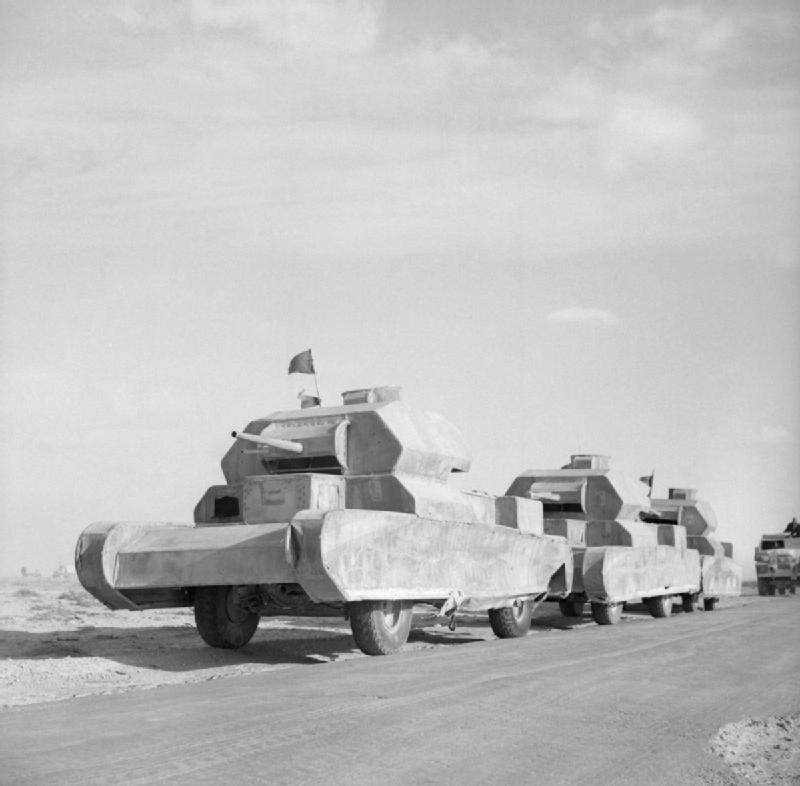
تانک‌های ساختگی، سوار بر کامیون‌ها، به سمت مناطق پیشرو در بیابان غربی، ۱۳ فوریه ۱۹۴۲

تانک‌های ساختگی در جنگ جهانی دوم توسط متفقین و نیروهای محور به‌طور قابل توجهی مورد استفاده قرار گرفتند. نیروهای آلمانی تانک‌های ساختگی را پیش از آغاز جنگ برای تمرینات آموزشی مورد استفاده قرار دادند.
یکی از نخستین استفاده‌ها از تانک‌های ساختگی در طول جنگ جهانی دوم، در نبرد شمال آفریقا بود. سپاه مهندسین سلطنتی که در آنجا بودند، روزی دو تانک ساختگی درست می‌کردند؛ بین آوریل و ژوئن ۱۹۴۱، آن‌ها توانستند سه هنگ تانک سلطنتی ساختگی و یکی در نوامبر همان سال درست کنند. این تانک‌های ساختگی شکننده و قابل حمل بودند؛ و مهندسین سلطنتی آن‌ها را بیشتر بهبود دادند. از ماشین‌های جیپ نیز برای متحرک‌تر کردن تانک‌های ساختگی استفاده شد.

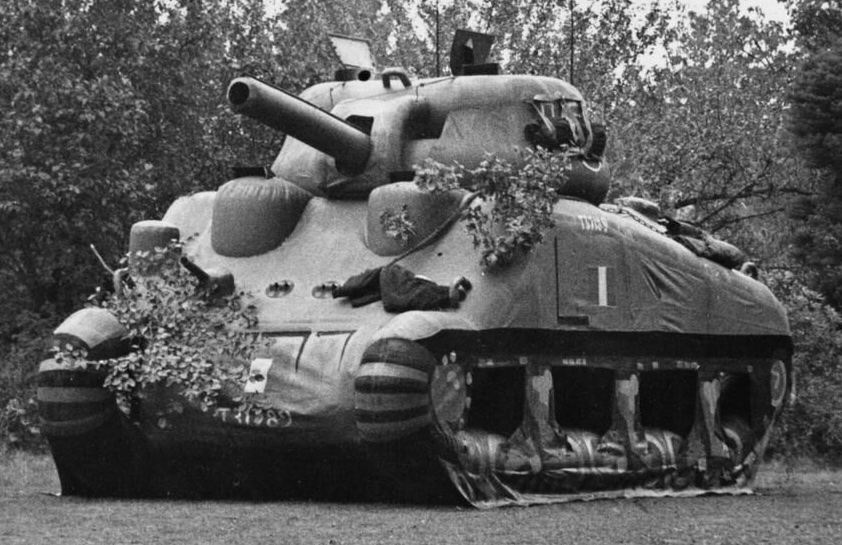
مخزن ساختگی بادی که از مدل ام۴ شرمن ساخته شده‌است

ارتش سرخ از تانک‌های ساختگی برای افزایش تعداد ظاهری آنها و پنهان کردن حرکات واقعی‌شان استفاده کرد.

## دوران امروزی

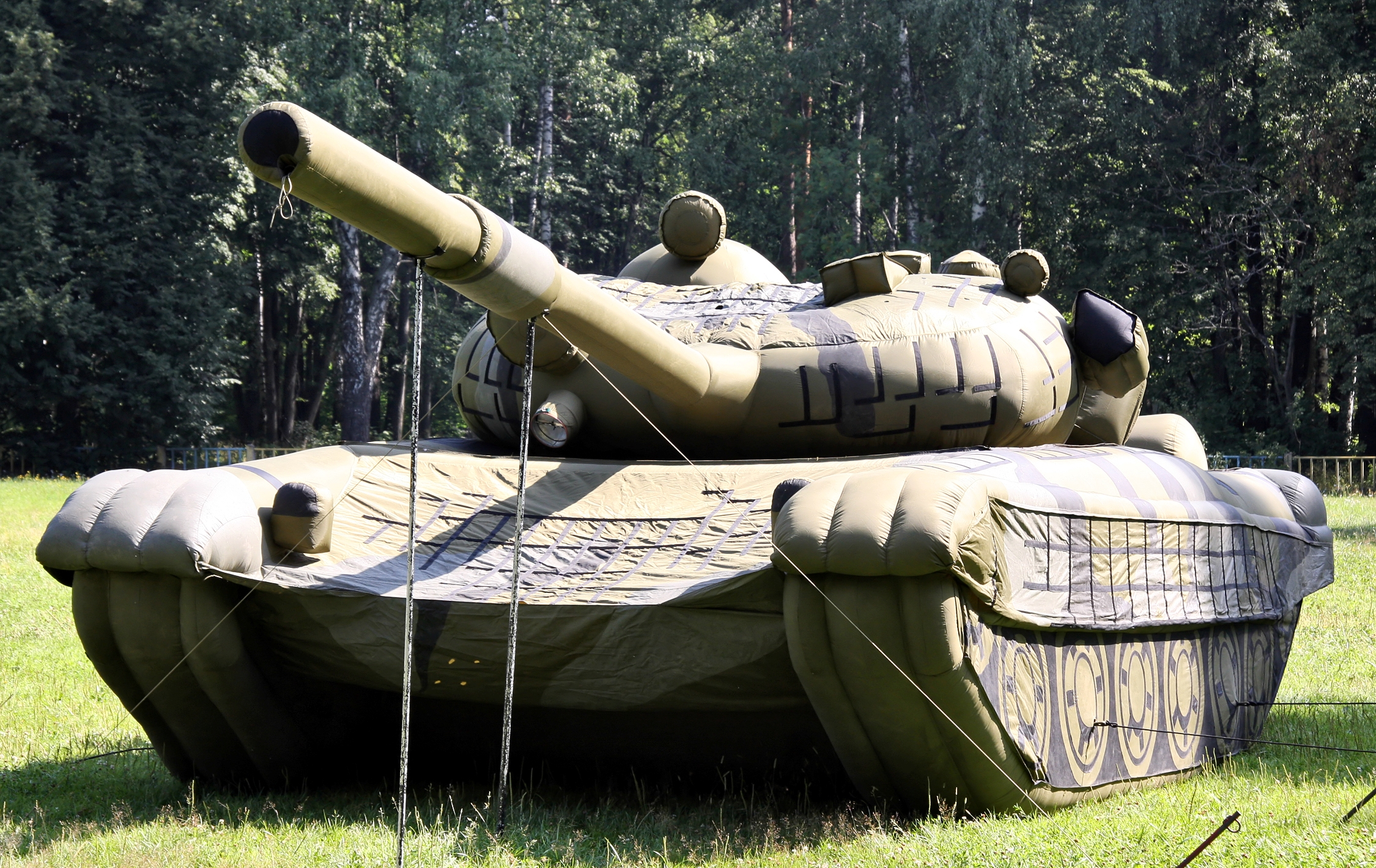
ماکت بادی تانک تی-۷۲

در طول جنگ کوزوو، ارتش صربستان به‌طور عادی تانک‌های ساختگی در کوزوو گذاشت که باعث شد نیروهای ناتو به اشتباه فکر کنند تانک‌های بیشتری از آنچه که بودند را نابود می‌کنند.